# Camponotus lamborni
Camponotus lamborni är en myrart som beskrevs av Horace Donisthorpe 1933. Camponotus lamborni ingår i släktet hästmyror, och familjen myror. Inga underarter finns listade.